# Biscubio
Il Biscubio è un torrente del versante adriatico dell'Appennino, che scorre quasi interamente nella provincia di Pesaro e Urbino.

## Percorso
Il Biscubio nasce nei pressi del valico di Bocca Serriola, in Umbria. In località Segaia Grossa entra nel comune di Apecchio. Nel centro abitato di Apecchio riceve le acque del torrente Menatoio. Successivamente, dopo 10 km di corso, confluisce nel fiume Candigliano presso Piobbico.
Lungo la valle del Biscubio corre la SS257.

## Pesca
Per poter pescare nel torrente occorre la licenza governativa.
La fauna ittica è composta da scarse popolazioni di salmonidi (trota, in genere) e nel tratto finale da ciprinidi (come la carpa, nella varietà specchi e regina)